# Ектор Авила
Ектор Авила (енгл. Hector Avila) измишљени је лик из америчке ТВ серије Бекство из затвора. Његов лик тумачи Курт Какерез. Ник се у серији први пут појављује у другој епизоди.
Ектор Авила је рођак Фернанда Сукреа. Пошто Сукре седи у Фокс риверу и не може видети цео дан своје девојку Марикруз Делгадо, види Ектор своју шансу да њу одузме од Сукреа. Сукре и Марикруз су били заједно две године пре него што је он отишао у затвор, а шест месеци после његовог хапшења, Марикруз се преселила у Њујорк и прихватила посао у модној индустрији. Месец дана после њеног пресељења, Ектор се такође преселио у Њујорк. Пријатељима је рекао да га је фирма пребацила у други град, али они који га добро знају верују да је он захтевао да буде пребачен како би био ближе Марикруз.